# Antagonista do receptor GABA
Os antagonistas do receptor GABA são uma classe farmacológica composta por drogas que antagonizam (ou seja, inibem) a ação do ácido gama-aminobutírico (GABA). De modo geral, esses medicamentos produzem efeitos estimulantes e convulsivantes, sendo usados principalmente para neutralizar overdoses de medicamentos sedativos, como em casos de intoxicação por antidepressivos tricíclicos.

## Exemplos
Alguns exemplos de antagonistas do receptor GABA incluem bicuculina, securinina, metrazol e oflumazenil. Outros agentes que podem antagonizar do receptor GABAA incluem o antibiótico ciprofloxacina, ácido tranexâmico, tujona, ginkgo biloba e as plantas do gênero Ptychopetalum.